# 大羅戈瓦亞河
大羅戈瓦亞河是俄羅斯的河流，屬於烏薩河的右支流，由涅涅茨自治區和科密共和國負責管轄，河道全長311公里，流域面積約7,290平方公里，河水主要來自雨水和融雪，每年十月至翌年六月結冰。